# Jéca Tatuzinho
Jéca Tatuzinho é um livro infantil escrito por Monteiro Lobato em 1924 baseado no personagem de Jeca Tatu.

## História
É considerada a peça publicitária de maior sucesso da propaganda brasileira e chegou a ter oitenta milhões de exemplares distribuídos. O texto inicialmente apareceu na obra "O Problema Vital" como "Jéca Tatu: a ressurreição".
Foi adaptado por Lobato como propaganda para o Laboratório Fontoura, após o laboratório ter comprado a obra e nos anos 60 atingiu a marca de 15 milhões de exemplares e em 1982 atingiu a marca de 100 milhões de exemplares distribuídos. A obra demonstra Jéca superando a ancilostomose após a visita acidental de um médico onde, pela qual, são passadas noções de higiene às crianças.